# El hombre invisible ataca
El hombre invisible ataca es una película de Argentina filmada en colores dirigida por Martín Rodríguez Mentasti según el guion de Sergio De Cecco que se estrenó el 2 de marzo de 1967 y tuvo como protagonistas a Martín Karadagián, Gilda Lousek, Tristán y Ricardo Passano.

## Sinopsis
Un peón de circo enfrenta a un científico malvado que posee la fórmula de la invisibilidad.

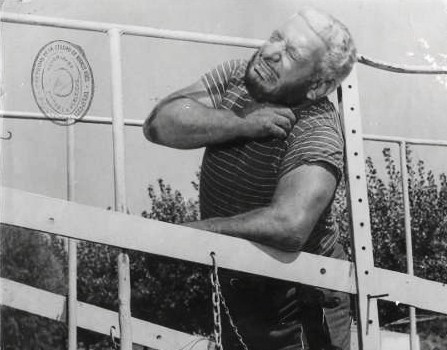
Karadagián en El hombre invisible ataca

## Reparto
Intervinieron en el filme los siguientes intérpretes:
- Martín Karadagián
- Gilda Lousek
- Tristán
- Ricardo Passano
- Joe Rígoli
- Guillermo Battaglia
- Nathán Pinzón
- Dardo Gobbi
- Mila Demarie
- El Gitano Ivanoff
- Oscar Orlegui
- Susana Mayo

## Comentarios
La Razón comentó:

”Modesta en los fines que se ha propuesto, divertir y entrtener dignamente…resulta un grato juego visual donde se pueden hallar una serie de gags originales (como el de la sartén con huevos fritos en manos del hombre invisible) y otros no tan originales, pero igualmente eficaces”.

Clarín dijo del filme:

”Un plausible esfuerzo…Un valor que hace méritos para ser mencionado especialmente es el cómico Tristán…muy bien Nathan Pinzón en una estrafalaria caracterización”.